# Petit lac d'Oro
Le petit lac d'Oro (picculu lavu d'Oru en corse) par opposition au grand lac d'Oru situé quelque 400 mètres plus haut, est un petit lac de Corse situé dans le massif du Monte Rotondo à 1 563 mètres d'altitude, au pied du Monte d'Oro.

## Géographie
Il n'a pas d'émissaire, mais est situé sur le bassin hydrographique de la rivière Vecchio et donc du fleuve Tavignano, un des trois plus longs fleuves de Corse.